# Zemu Glacier
Zemu Glacier är en glaciär i Indien. Den ligger i den nordöstra delen av landet, 1 100 km öster om huvudstaden New Delhi. Zemu Glacier ligger 4 893 meter över havet. Arean är 117 kvadratkilometer.
Terrängen runt Zemu Glacier är bergig söderut, men norrut är den kuperad. Zemu Glacier ligger nere i en dal. Runt Zemu Glacier är det glesbefolkat, med 9 invånare per kvadratkilometer. Det finns inga samhällen i närheten. Trakten runt Zemu Glacier är permanent täckt av is och snö.